# Maladeta

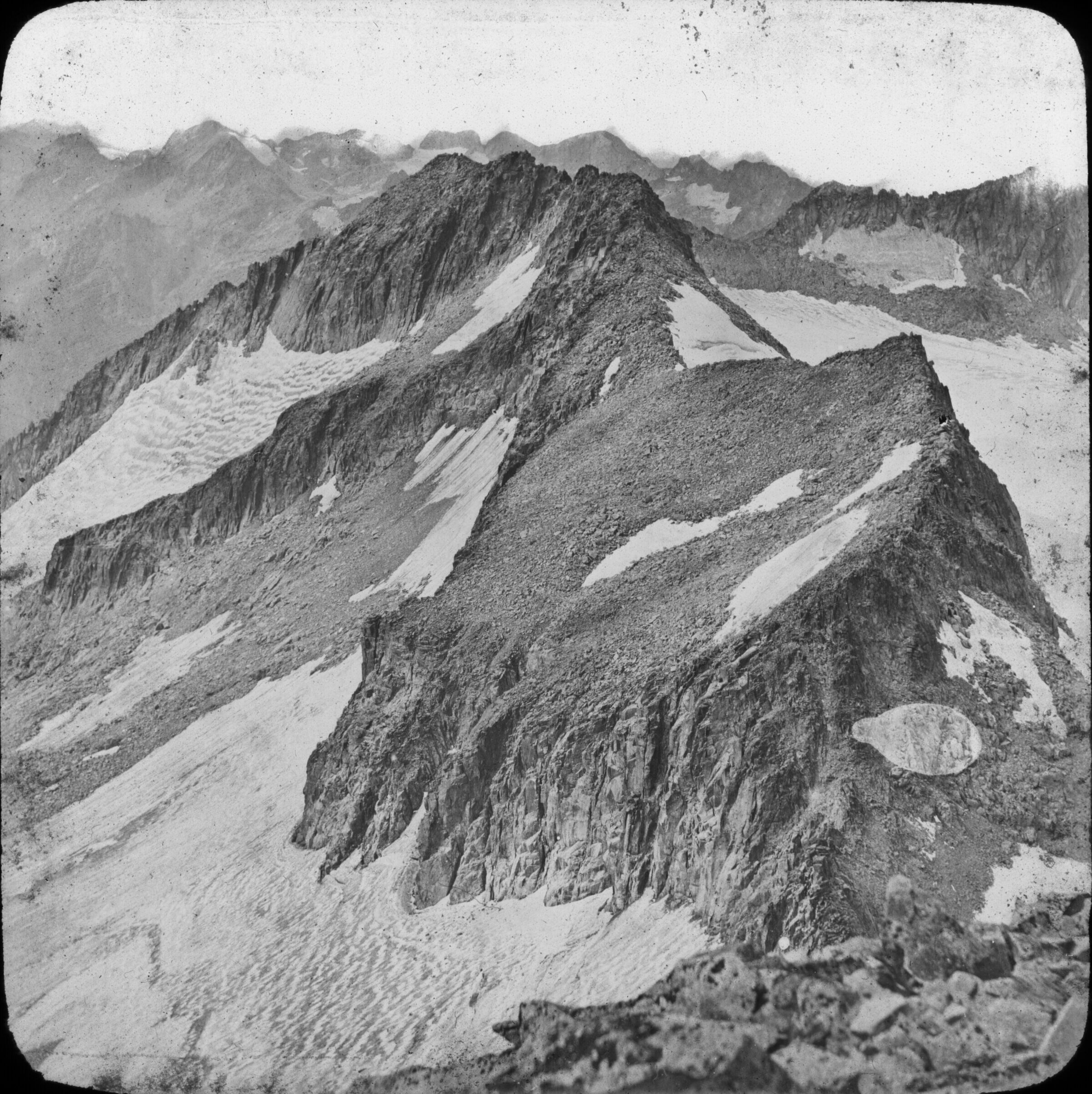
Pic du Milieu et pic de la Maladeta, vue prise du sommet de l'Aneto, photographie d'Eugène Trutat.

Le pic de la Maladeta est un sommet qui culmine à 3 312 m, proche du pic d'Aneto, dans les Pyrénées espagnoles (Aragon). On croyait autrefois qu'il était plus haut que l'Aneto et les tentatives pour arriver à son sommet furent donc antérieures à celles des autres sommets du massif du même nom (Maladeta). La première ascension fut réalisée par le médecin et naturaliste Friedrich Parrot, avec le guide luchonnais Pierre Barrau, le 28 septembre 1817.

## Toponymie
Le nom Maladeta était connu au début du XVIIIe siècle et la légende de la malédiction était déjà très prégnante.
Les dernières études en date (publiées en 1989 et 2009) indiquent un vocable aragonais, incertainement rattaché au latin maledicta (« maudite ») mais l'association de la racine préindoeuropéenne (et précelte) Mal (« mont rocheux élevé ») à la racine dicta (avancée par P. Fouché et A. Dauzat) reste douteuse,.

## Histoire

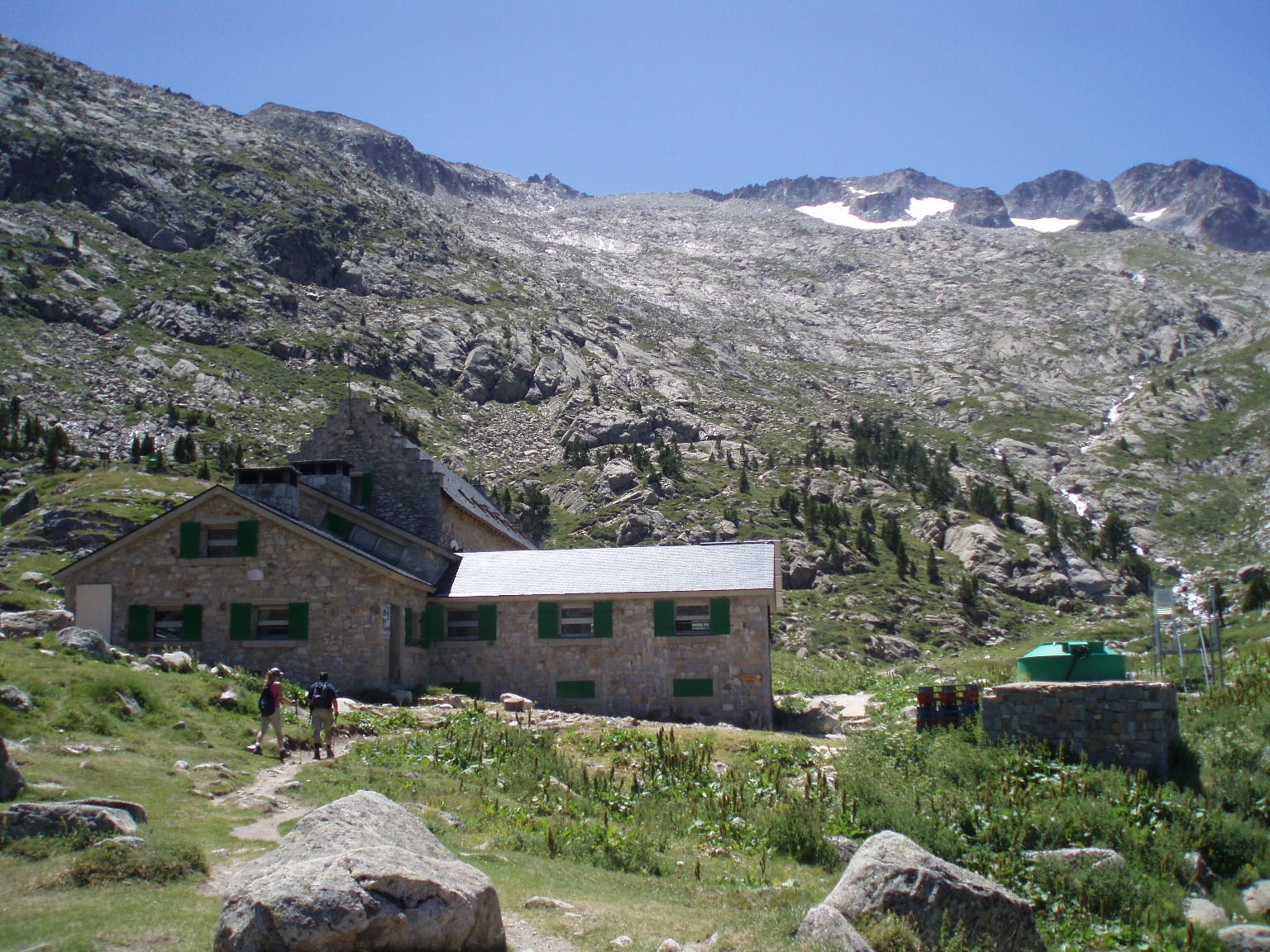
Refuge de la Rencluse.

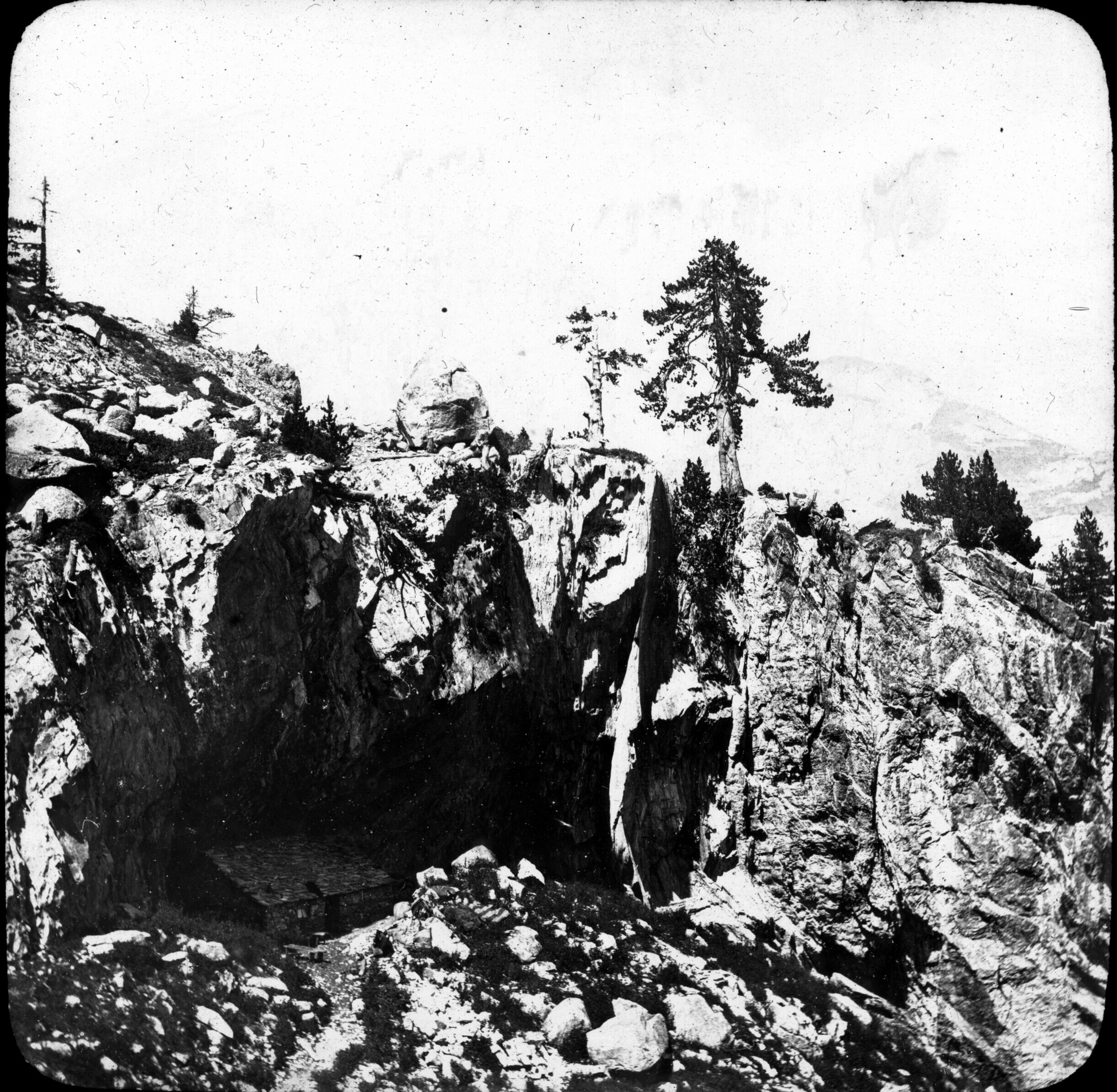
L'abri de la Rencluse en 1895, photographie d'Eugène Trutat.

Les tentatives d'ascension de la Maladeta furent nombreuses. La principale difficulté résidait dans la crainte inspirée par le glacier, qu'il faut presque obligatoirement traverser, et les guides locaux eux-mêmes répugnaient à s'y risquer. C'est pour la même raison que la « première » de l'Aneto, sommet voisin, se fit au prix d'un invraisemblable détour par l'Espagne. Le 28 septembre 1817, Friedrich Parrot, accompagné du guide luchonnais Pierre Barrau, atteint pour la première fois le sommet. Les ascensions se font plus fréquentes, jusqu'au jour de 1824 où le même Pierre Barrau, menant deux jeunes ascensionnistes, disparaît dans la rimaye recouverte par la neige. Cet accident dramatique relance la mauvaise réputation du glacier et arrête pendant une longue période toutes les tentatives. Les restes de Barrau furent rendus par le glacier plus d'un siècle plus tard, en 1931. La Maladeta, déjà terrifiante par son nom, fut dès lors considérée comme inaccessible, fatale, épouvantable : une goule ! avec une auréole de sang ! Son prestige se refléta sur Luchon, dont elle prépara l'hégémonie.
La construction du refuge de la Rencluse, inauguré en 1916, remplace l'abri précaire des pionniers. Il permet aux ascensionnistes d'être à pied d'œuvre plus facilement pour les courses dans le massif.

## Voies d'accès
Depuis la Rencluse, la voie d'accès habituelle est commune à celle de l'Aneto et à l'arrivée au col supérieur, il faut continuer en direction du pied des crêtes de las Maladetas et emprunter un couloir en pente jusqu'à une roche très caractéristique et visible. Le passage jusqu'au couloir doit s'effectuer avec prudence à cause de l'existence d'une rimaye (crevasse profonde) en dehors des périodes hivernales.
Une fois passé le couloir de la rimaye, le chemin se poursuit sur la gauche et le sommet est atteint en quelques minutes.